# Witbuikkortvleugel
De witbuikkortvleugel (Sholicola albiventris, synoniemen: Myiomela albiventris en Brachypteryx albiventris) is een zangvogel uit de familie Muscicapidae (vliegenvangers). Het is een bedreigde, endemische vogelsoort  in zuidwestelijk India. Deze soort werd ook wel beschouwd als ondersoort van de nilgirikortvleugel (Sholicola major).

## Herkenning
De vogel is 14 cm lang, zo groot als een roodborst. Deze kortvleugel heeft een leikleurige, blauwgrijze kop, borst en rug. Deze kleur gaat op de onderbuik geleidelijk over in wit, waarbij de flanken en onderstaartdekveren weer leikleurig blauw zijn. Opvallend is de witte wenkbrauwstreep, terwijl de streek rond het oog lijkt op een zwart masker.

## Verspreiding en leefgebied
Deze soort is endemisch in India in het zuiden van de deelstaat Kerala en het westen van Tamil Nadu. Het leefgebied is  midden- en hooggebergte (West-Ghats)  tussen de 1000 en 2200 m boven zeeniveau, waar de vogels verblijven in de ondergroei langs beekjes en bosjes in rotsachtig gebied. De vogel wordt ook wel in aangeplant bos en tuinen gezien.

## Status
De witbuikkortvleugel heeft een beperkt verspreidingsgebied en daardoor is de kans op uitsterven aanwezig. De grootte van de populatie is niet gekwantificeerd, echter de populatie-aantallen nemen af door habitatverlies. Het leefgebied wordt aangetast door ontbossing en overexploitatie door het verzamelen van brandhout en begrazing door vee en omzetting van natuurlijk bos in theeplantages, ander agrarisch gebruik en de aanleg van infrastructuur. Om deze redenen staat deze soort als bedreigd op de Rode Lijst van de IUCN.